# Avstrijska cesarska krona
Avstrijska cesarska krona (nemško Österreichische Kaiserkrone) je krona, ki so jo uporabljali vladarji Habsburške monarhije. Izdelana jo je Jan Vermeyen leta 1602 v Pragi kot osebno krono cesarja Svetega rimskega cesarstva Rudolfa II., zaradi česar je znana tudi kot Rudolfova krona (nemško Rudolfskrone). Krona je bila del zasebne zbirke Habsburžanov, cesarjev Svetega rimskega cesarstva in kraljev Češke in Ogrske. Leta 1804 je postala uradna krona novoustanovljenega Avstrijskega cesarstva. Od leta 1867 do 1918 je bila cesarska krona cislajtanske polovice Avstro-Ogrske.

## Opis
Cesarsko krono sestavljajo trije glavni elementi z veliko simboliko: obroč, lok ter mitra.

### Obroč
Obroč obdaja osem večjih kvadratnih diamantov, kar že samo po sebi tvori krono, simbol avtoritete. Med dvema diamantoma sta po dva vertikalno razporejena v, z zvitki obdani emajlirani rozeti, vstavljena velika bisera. Na obroč je pritrjenih osem lilij, navdih za katere je bila verjetno Krona sv. Venčeslava, lahko pa bi bile povezane tudi z lilijami rodbine Valoijcev. Uporaba osmih elementov se verjetno nanaša na Krono Svetega rimskega cesarstva, ki vsebuje obroč iz osmih ploščic. Na obroču je več dragih kamnov kot so spineli, cirkoni in biseri. Cirkoni so rezani tako, da so od spredaj ploščati. Takšen način obdelave dragih kamnov je bil za čas nastanka krone precejšnja novost. Bisere je v krono vdelal Alexander Emmanuel Köchert, vodja trgovine A. E. Köchert na Dunaju.

### Mitra
Mitra simbolizira božji izvor oblasti ter duhovni položaj cesarja, ki je bil med kronanjem simbolno maziljen kot diakon. Mitra zapolnjuje levi in desni del krone ter na sredini pušča prostor za lok. Izdelana je iz zlata z emajliranimi trakovi z motivi ptic in narave. Razdeljena je na štiri dele, ki predstavljajo časti Rudolfa II. Prvi del ga prikazuje klečečega med prejemanjem Krone svetega rimskega cesarstva v Regensburgu kot svetorimskega cesarja. Drugi del ga prikazuje med ježo na kronanjski grič v Bratislavi med njegovim kronanjem kot kralja Ogrske. Tretji del prikazuje njegovo kronanjsko procesijo skozi Prago kot kralja Češke. Četrti del upodablja alegorije njegove zmage nad invazivnim Osmanskim cesarstvom. Latinski zapis na notranji strani loka se glasi: RVDOLPHVS II ROM(ANORVM) IMP(ERATOR) AVGVSTUS HVNG(ARIAE) ET BOH(EMIAE) REX CONSTRVXIT MDCII (Rudolf II., vzvišeni cesar Rimljanov, kralj Ogrske in Češke, izdelano 1602).
- Kronanje svetorimskega cesarja v Regensburgu
- Pot na kronanjski grič v Bratislavi
- Kronanjska procesija skozi Prago
- Alegorija zmage nad Osmanskim cesarstvom

### Lok
Lok temelji na loku Krone svetega rimskega cesarstva. Dviga med sprednjim in zadnjim delom krone in je obdan z osmimi diamanti, ki predstavljajo Kristusa. Cesar je veljal za pooblaščenca, ki je na Zemlji vladal v Kristusovem imenu. Vrh loka, nad komaj opaznim križem, je modro-zelen smaragd, ki predstavlja nebesa. Smaragd ni obrezan temveč zgolj brušen.

## Zgodovina
Ker je bila cesarska regalija Svetega rimskega cesarstva, vključno s krono, varovana v Nürnbergu in je mesto lahko zapustila zgolj v primeru kronanja, so si nekateri vladarji dali izdelati osebne krone. Takšne krone so uporabljali npr. na zasedanju cesarskega zbora (Reichstag). Najstarejša upodobitev kakšne privatne krone je prisotna na jedkanici  Albrechta Dürerja cesarja Maksimilijana I., na kateri je upodobljena krona, ki je kasneje verjetno služila kot inspiracija za krono Rudolfa II.
Avstrijska cesarska krona ni bila nikoli uporabljena za kronanje, saj je bilo Avstrijsko cesarstvo za razliko od Rimskonemškega dedna monarhija, pri kateri takšno dejanje legitimizacije ni bilo videno kot obvezno. Dejanska ceremonija je bila namesto kronanja investitura, ki je predstavljala monarhov uradni vzpon na prestol.
Krono je leta 1602 v Pragi izdelal Jan Vermeyen, eden izmed najosuplivejših zlatarjev svojega časa, ki je bil posebej poklican iz Antwerpna. Izdelana je bila iz treh glavnih delov, obroča (Kronreif), loka (Kronbügel) ter mitre.
Pri zgodnjih oblikah zahodne mitre sta bila kraka ali 'rogova' nad ušesi namesto nad obrazom. Mitra cesarske krone temelji na starejši obliki. Takšna oblika mitre je prisotna na portretih cesarjev Friderika III. in Maksimilijana I. Bronasta podoba slednjega, ki je bila odkrita v njegovem kenotafu v dvorni cerkvi v Innsbrucku vsebuje krono katere loka se križata vrh mitre, na njej najverjetneje temelji unikatna krona, ki jo je uporabljal Maksimilijan kot cesar Mehike, vendar s polloki in orli na obroču. Na poznobaročni obliki mitralne krone Leopolda I. iz 17. stoletja so bili kraki mitre zaokroženi v polkrožno obliko, ki jo je Peter Veliki prevzel kot carsko krono Rusije, ko je kot ruski suveren prevzel naslov cesarja.
Čeprav se pogosto domneva, da je bila prvotni prototip zahodne cesarske krone cesarska krona, izdelana za Otona I. z enim lokom nad notranjo rdečo kapico, je možno tudi, da je zahodne cesarje navdihnila bizantinska cesarska krona, ki je v 12. stoletju prav tako postala zaprta z dvema lokoma.

## Cesarsko jabolko in žezlo
Cesarska krona je povezana s cesarskim jabolkom ter žezlom, s katerima je skupaj razstavljena v Cesarski zakladnici v palači Hofburg na Dunaju. Cesarsko jabolko, katerega izdelavo je leta 1612 zahteval Rudolfov brat in naslednik Matija, je izdelal Andreas Ochsenbruck. Oblika je navdihnjena po kroni, kar je razvidno po slogu emajliranja. Vrh jabolka se nahaja safir. Žezlo je unikatno po tem, da naj bi bilo izdelano iz samorogovega roga, čeprav je v resnici šlo za rog enoroga. Cesarsko jabolko ter žezlo sta bila v uporabi že pred razglasitvijo Avstrijskega cesarstva, kot del češke kraljeve regalije ter na zasebnih dednih posestvih (Erbhuldigung) Nadvojvodine Avstrije.

## Druga uporaba
- Cesarsko krono v svojem logotipu uporablja veliko pivovarskih podjetij, npr. Kraljeva pivovarna Krušovice (češko Královský Pivovar Krušovice) na Češkem.
- Poleg cesarskih, se cesarska krona pojavi v nekaterih mestnih grbih. Amsterdamu je krono na grb zaradi močne finančne podpore v eni izmed bitk dodal cesar Maksimilijan I. leta 1489. Krono je mogoče videti na zvoniku v Westerkerku ter kot okras Blauwbruga.

- Grb Amsterdama s cesarsko krono
- Osebni grb avstrijskega cesarja in ogrskega kralja Karla I./IV. s cesarsko krono in Krono svetega Štefana
- Logotip Kraljeve pivovarne Krušovice